# La Pedrera (Corvera)
La Pedrera 
es una casería que pertenece a la parroquia de Cancienes en el concejo de Corvera de Asturias (Principado de Asturias). Se encuentra a 20 m s. n. m. y está situada a 2,70 km de la capital del concejo, Nubledo. 

## Población
En 2020 contaba con una población de 4 habitantes (INE 2020) repartidos en 2 viviendas.